# Cryptographis abruptalis
Cryptographis abruptalis là một loài bướm đêm trong họ Crambidae.